# Dicranota (Rhaphidolabis) hoplomera
Dicranota (Rhaphidolabis) hoplomera is een tweevleugelige uit de familie Pediciidae. De soort komt voor in het Oriëntaals gebied.